# Diaea circumlita
Diaea circumlita là một loài nhện trong họ Thomisidae.
Loài này thuộc chi Diaea. Diaea circumlita được Ludwig Carl Christian Koch miêu tả năm 1876.